# Ripalda
Este artículo es sobre el caserío, no sobre Jerónimo de Ripalda ni el catecismo de Ripalda.
Ripalda (Erripalda en euskera y cooficialmente) es un pequeño caserío del Valle de Salazar, en España, perteneciente, al municipio de Güesa, en el que viven tres personas y se ubica en la orilla occidental del Río Salazar, el caserío consiste en no más de cinco edificios aproximadamente, todos cerrados pero con gran valor patrimonial.
Antigua villa de señorío nobiliario del valle, ya documentado en 1110, fue considerado tempranamento como una de las quince villas del Valle de Salazar, es de este caserío de donde proviene el apellido Ripalda.
El caserío se deja ver por la Iglesia de la Ascensión, una iglesia antigua, católica, como todas del Valle de Salazar, la iglesia hace culto a la Ascensión, de estilo gótico y con portal, cerrada al público.